# Alejamiento de los duques de Sussex
Se denomina alejamiento de los duques de Sussex(en inglés Megxit) a la decisión anunciada el 8 de enero de 2020 por Enrique y Meghan de retirarse de sus deberes reales como miembros de alto rango de la familia real británica para pasar a vivir entre América del Norte y Reino Unido, y ser independientes financieramente. Cuatro días después la reina Isabel II lamentó el hecho y expresó el «apoyo» de la familia real a la decisión, anunciando una transición para resolver cuestiones de seguridad y supresión de los fondos públicos que reciben los duques. La decisión produjo una crisis en la familia real y reabrió el debate público sobre el papel de la monarquía en los tiempos actuales. Se aclaró que los términos «abdicación» o «renuncia» no aplican al caso, prefiriendo «alejamiento» o «dar un paso atrás». El evento fue denominado por The Sun como Megxit, jugando con el término Brexit y las palabras Meghan y exit, «salida» en inglés, neologismo que se convirtió en tendencia en redes sociales y sitios web de noticias, siendo a la vez cuestionado por su origen «misógino» y «racista».
Un año después, Meghan Markle y su esposo Enrique de Sussex, fueron entrevistados para CBS por la conductora de televisión estadounidense Oprah Winfrey, en la cual la pareja denunció que la familia real habría tenido conductas racistas contra Markle y su hijo. Adicionalmente, Markle declaró haber tenido problemas de salud mental, que no se le habría brindado atención psicológica y que fue aislada, mientras sufría en aquel momento ideaciones suicidas por una eventual depresión. La entrevista fue calificada por algunos como «devastadora» y comparada con «un bombardero B-52» contra la monarquía británica.
Tras la emisión en el Reino Unido de la entrevista, a través de la cadena de televisión británica ITV, en un comunicado emitido por el Palacio de Buckingham y firmado por la reina Isabel II, se indicó: «La manera en que cada uno recuerda las cosas pueden variar, pero las cuestiones planteadas, en particular la raza, son preocupantes ... Si bien algunos recuerdos pueden variar, se toman muy en serio y la familia los abordará en privado ... Harry, Meghan y Archie siempre serán miembros de la familia muy queridos».

## Reacciones

### Impacto en la familia real
Según informes de prensa, la reina Isabel II no fue consultada sobre la decisión, mientras que el príncipe Carlos trascendió que estaría «furioso» por este nuevo conflicto familiar. Una encuesta de YouGov mostró que dos tercios de las personas pensaban que la pareja debería dejar de recibir ingresos como duques, dinero que cubre el 95 por ciento de sus gastos. Otras encuestas británicas mostraron puntos de vista similares con respecto al retiro del apoyo financiero, y rechazo por que la reina no hubiera sido consultada previamente.
Por su parte, el príncipe Guillermo luego de varios días de silencio, ha expresado su pesar sobre el alejamiento: «He pasado toda nuestra vida protegiendo a mi hermano y ya no puedo seguir haciéndolo; somos entidades separadas».

### Reacciones en Estados Unidos y Canadá
Donald Trump, presidente de los Estados Unidos, comentó: «No creo que esto le debiera estar sucediendo a la reina». Sin embargo, la noticia fue recibida muy positivamente en Canadá, donde Meghan, de nacionalidad estadounidense, Enrique (más conocido como príncipe Harry) y su hijo Archie Mountbatten Windsor han pasado a vivir desde entonces; la pareja ha sido recibida por Justin Trudeau, quien ha mostrado su gran complacencia por que eligieran Canadá para vivir.

### Cambio en museo
El museo de cera Madame Tussauds trasladó las figuras de cera de Harry y Meghan de la exhibición junto a los otros miembros de la familia real británica, y los ubicó en un área separada, con un fondo tropical de playa polinesia.

### Futuro laboral
Algunas fuentes indicaron que la californiana Meghan Markle, actriz de profesión, estaría por firmar un contrato con la empresa Disney para retomar su carrera artística, haciendo la locución de una película, y con el dinero por su trabajo, colaboraría con una organización de protección a los elefantes.

### La marca «Sussex Royal»
Como parte de los planes de independencia financiera anunciados por los duques, ha trascendido que la pareja está trabajando en su propia marca comercial: «Sussex Royal». También se ha conocido que han presentado ante la oficina de marcas del Reino Unido varias solicitudes de patentes en el mes de junio de 2019, a fin de registrar «Sussex Royal» para una amplia gama de artículos, incluyendo ropa e impresos. Sin embargo, un solicitante desde Italia ha pedido también el registro de la misma marca ante la oficina de propiedad intelectual de la Unión Europea (EUIPO), para distinguir 6 clases de productos, entre ellos joyas y cerveza.

## Trasfondo
También se han planteado consideraciones raciales con respecto a las motivaciones detrás del alejamiento. Sin embargo, un amigo cercano de la pareja, Tom Bradby, fue ampliamente citado, diciendo que durante la Navidad se les dijo a los duques de Sussex que no serían parte de una «monarquía reducida», por lo que en realidad se les estaba «empujando fuera». The Washington Post, hablando con el biógrafo real Robert Lacey, señaló que el deseo de una monarquía de trabajo más pequeña era una idea del príncipe Carlos, sin embargo, la reina habría intervenido para solicitar «conversaciones de crisis» con Carlos y Harry para resolver el asunto.
El trato hostil de la prensa hacia Meghan Markle algunos lo explican por su origen interracial, por ser hija de madre negra y padre blanco, así como por su carácter independiente, y en definitiva, por ser una afroestadounidense dentro de la tradicional monarquía británica.
El descontento de los duques de Sussex con sus roles públicos y el escrutinio de los medios creció en 2019. Al final de su gira por los países del sur de África, en septiembre-octubre de 2019, se supo que la duquesa estaba demandando a The Mail on Sunday, por la publicación de una carta que Meghan Markle le había enviado a su padre. Un portavoz del Mail on Sunday dijo que el periódico respaldaba la historia y defendería el caso «enérgicamente». Setenta y dos mujeres parlamentarias británicas enviaron una carta pública de apoyo a la duquesa, condenando los «trasfondos coloniales obsoletos» de las coberturas de la prensa. Incluso, hay quienes plantean que la pareja tuvo que irse al exilio por culpa de la prensa sensacionalista.
También se ha mencionado en especial a Piers Morgan, el conductor del programa de televisión Good Morning Britain (Buenos días Gran Bretaña) de la cadena privada ITV, desde el cual ha hecho todo tipo de comentarios mordaces o denigrantes sobre Megan Markle, algunos calificados de «racistas» y hasta «misóginos».

## Reunión de la familia real
El 13 de enero de 2020 se llevó a cabo la llamada «Cumbre de Sandringham» (Sandringham Summit, con la presencia de la reina Isabel II, el príncipe Carlos, el príncipe Guillermo, y el príncipe Harry. La duquesa de Sussex no participó vía telefónica como estaba previsto, porque Harry y Meghan no lo consideraron necesario, y porque había temores de que la llamada desde Canadá pudiera ser interceptada. Así, en Sandringham House, se reunió la familia real británica para dar una solución al tema del anuncio de los duques de Sussex, tras la cual la reina emitió un comunicado, que puede ser interpretado como su «bendición» a los planes de Harry y Meghan, lo que hizo en un mensaje de tono familiar y personal al pueblo británico en el cual le informa que:

«Hoy mi familia tuvo discusiones muy constructivas sobre el futuro de mi nieto y de su familia. Mi familia y yo apoyamos por completo el deseo de Harry y Meghan de crear una nueva vida como una familia joven»

La reina Isabel II luego se refirió al tema de la independencia financiera:

«Aunque hubiéramos preferido que siguieran trabajando como miembros de la familia real a tiempo completo, respetamos y entendemos su deseo de vivir una vida más independiente como familia, sin dejar de ser una parte valiosa de mi familia. Harry y Meghan han dejado en claro que no quieren depender de fondos públicos en sus nuevas vidas»

Y quedó establecido que la logística necesaria para vivir en dos países requerirá trabajo adicional:

«Por lo tanto, se acordó que habrá un período de transición en el que los Sussex pasarán tiempo en Canadá y en el Reino Unido. Estos son asuntos complejos que mi familia debe resolver, y aún queda mucho trabajo por hacer, pero he pedido que se tomen las decisiones finales en los próximos días»

De alguna forma la monarca debió gestionar la crisis, persuadiendo al príncipe Harry que en lugar de un «Megxit duro», adelantara un «Megxit blando» (haciendo un paralelismo con el tema del Brexit), con un retiro paulatino de sus obligaciones reales, según informan The Washington Post y The Wall Street Journal.

## Sobre el término «Megxit»

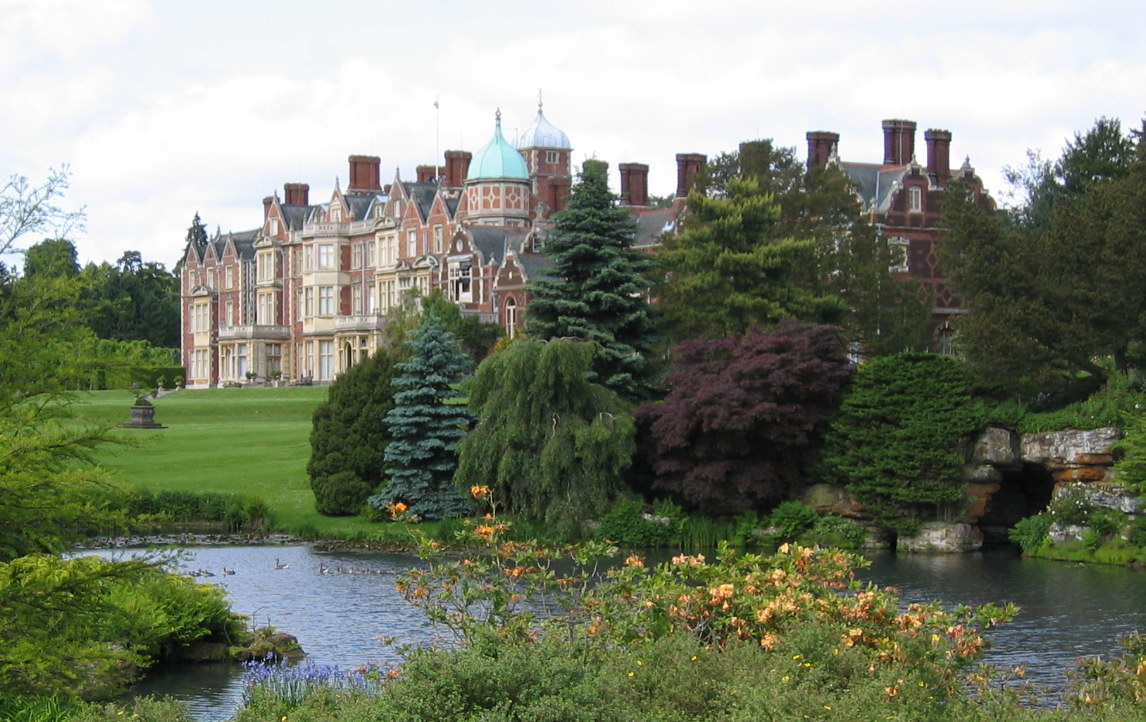
Sandringham House, la residencia privada de Isabel II en Sandringham, Norfolk

Al periódico sensacionalista británico The Sun, se le atribuye el haber usado por primera vez el término «Megxit», el 9 de enero de 2020, para describir el sorpresivo anuncio de la decisión de los duques de Sussex. En sí, el término es un acrónimo de «Meghan» y «Exit», en similar sentido que Brexit. The Washington Post informó que el anuncio se hizo como resultado de una filtración de The Sun de discusiones surgidas entre la pareja y la familia real británica. Días después, algunos de los medios británicos dieron más detalles sobre la relevancia de este «Megxit», y por qué tenían la convicción de que Meghan Markle era la inspiradora del anuncio. La BBC señaló que el término más amplio «Sussexit» fue, al principio, tendencia en redes sociales, sin embargo, no alcanzó el nivel de uso que «Megxit» logró en los principales medios de comunicación. Los medios de comunicación sensacionalistas británicos presentaron términos alternativos, o derivaciones de la palabra «Meghan», pero ninguno alcanzó el grado de notoriedad pública de «Megxit».
Sin embargo, el término «Megxit» ha sido criticado por algunos, considerándolo despectivo, a la vez que «racista» y «machista». El columnista gay Gary Nunn, de la cadena australiana de televisión ABC, quien también escribe una columna sobre el buen uso del idioma inglés para el diccionario Oxford, afirma que cuando escuchó por primera vez el término «Megxit» le entusiasmó, pero que «su carácter pegadizo distrae temporalmente del hecho de que el término alimenta la narrativa que arroja toda la responsabilidad sobre Meghan como chivo expiatorio».
Para el 15 de enero de 2020, el término se había extendido tanto que The Times informó: «Megxit se convierte en una mina de oro», para los comerciantes que han fabricado ropa y recuerdos utilizando el término.
Ese 15 de enero, por su parte The New York Times escribió que los paralelismos entre el Megxit y el Brexit eran mucho más que «ingeniosos juegos de palabras», y que los dos términos implicaban las mismas divisiones dentro del público británico; mientras la opinión de los «jóvenes liberales» es de apoyo a la pareja y a permanecer en la Unión Europea, la opinión de las personas «mayores conservadoras» es de apoyo a la Reina y de abandonar la Unión Europea.
El 17 de enero de 2020, en un artículo de la revista Vanity Fair, se informa que se hizo un rastreo al término «Megxit», y se encontró que la primera mención de «#Megxit» se remonta al mes  mayo de 2018, pero que una campaña de odio y ciberbullying contra Meghan Markle creada mediante «trols en línea» se desató fuertemente, a partir de febrero de 2019.

## «América del Norte»
Luego de su partida del Reino Unido, el paradero exacto de Meghan Markle y su hijo en Canadá se ha mantenido en reserva, y más allá de la conexión especial de la duquesa de Sussex con la ciudad canadiense de Toronto, donde trabajó en siete temporadas para la serie de televisión Suits, y además fue allí donde habría conocido a Harry; el comunicado del 8 de enero de 2020, expresó la voluntad de los duques de Sussex de vivir entre el Reino Unido y América del Norte, lo que ha hecho recordar a los medios, que Meghan aún es propietaria de una casa en Hancock Park, Los Ángeles, la cual está todavía para la venta. Por eso se ha señalado que «América del Norte» tal vez podría significar California, el estado natal de la duquesa.

## Retiro del título de sus altezas reales

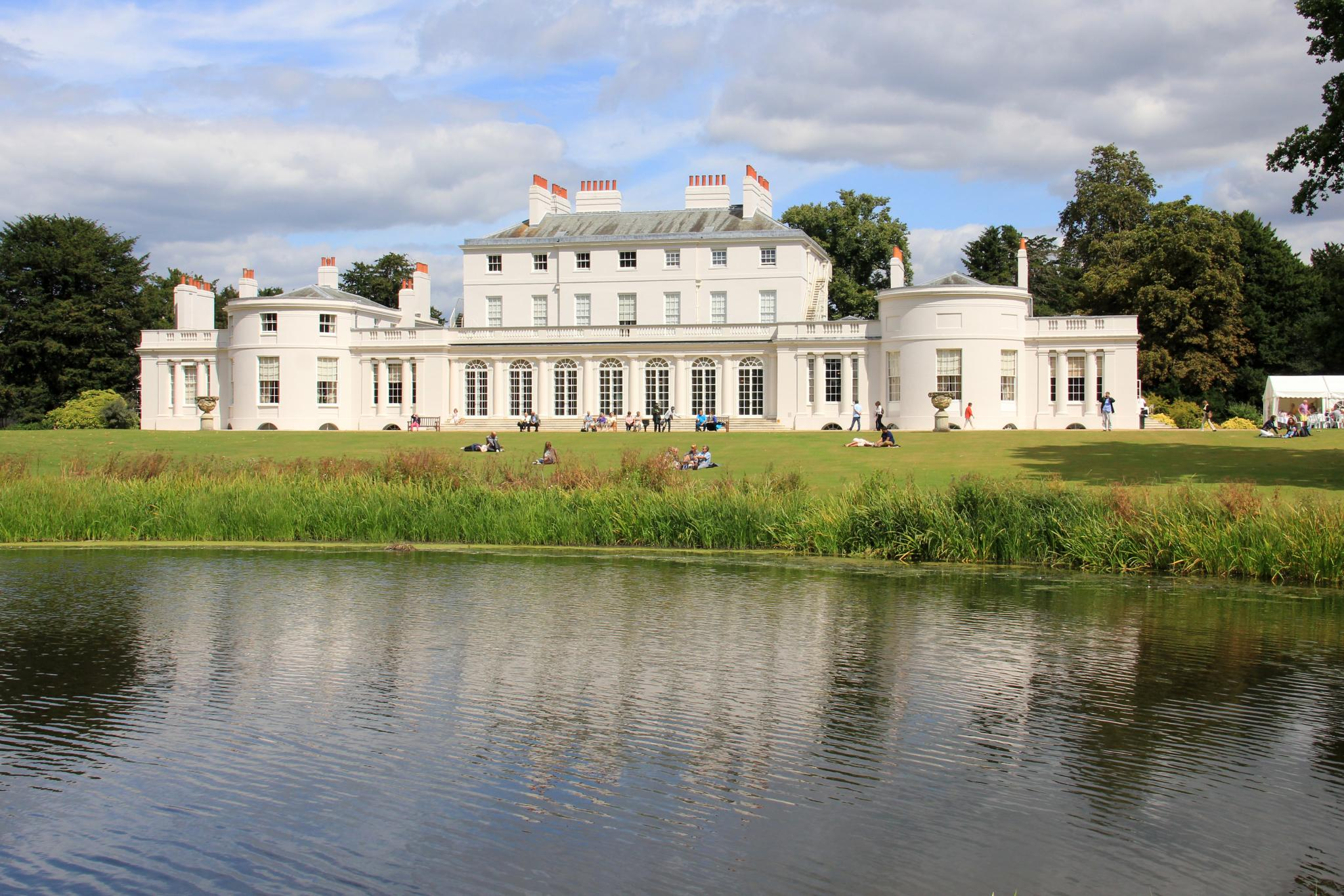
Frogmore House, en las cercanías del Castillo de Windsor

Desde el Palacio de Buckingham se informó el 18 de enero de 2020 que los duques de Sussex en la primavera dejarán de usar el título de «sus altezas reales», a la vez que ya no recibirán fondos públicos y devolverán el equivalente a 3 millones de dólares, que demandó la remodelación de su casa: Frogmore House.
El comunicado de la reina Isabel II indicó:

«[luego de] muchos meses de conversaciones y algunas discusiones más recientes, estoy contenta de que hayamos encontrado juntos una solución constructiva acerca del camino a seguir para mi nieto y su familia».

«Harry, Meghan y Archie siempre serán miembros muy queridos de mi familia", continuó. "Reconozco los desafíos que han vivido como resultado de durante los últimos dos años y apoyo su deseo de llevar una vida más independiente».

«Quiero agradecerles por todo su trabajo y dedicación a lo largo de este país, la Commonwealth y más allá, y estoy particularmente orgullosa de cómo Meghan se ha convertido tan rápidamente en un miembro más de la familia».

«Es el deseo de toda mi familia que el acuerdo alcanzado hoy les permita comenzar a construir una nueva vida pacífica y feliz»

## Primeras declaraciones del duque de Sussex
En una cena para recaudar fondos para la organización caritativa que él fundó en 2006, Sentebale, con el fin de ayudar a niños con VIH de África, el príncipe Harry reveló en su discurso que: «Una vez que Meghan y yo nos casamos, estábamos emocionados. Teníamos esperanzas y estábamos aquí para servir. Por esas razones me da una gran tristeza que haya llegado a esto. La resolución que tomé junto a mi esposa no fue algo que decidí a la ligera. Fueron muchos meses de conversaciones (...) No siempre lo he hecho bien, pero en lo que respecta a esto, realmente no había otra opción». Y agregó, «lo que quiero aclarar es que no nos estamos alejando», pues «seguiré siendo el mismo hombre que aprecia a su país y dedica su vida a apoyar las causas, organizaciones benéficas y comunidades militares que son tan importantes para mí».

## Acuerdo final
El 18 de enero, se anunció un acuerdo por el cual la pareja «ya no sería miembros activos de la familia real de Gran Bretaña», no usarían sus títulos de «alteza real», ya no recibirían fondos de los contribuyentes y se establecerían en América del Norte. La reina emitió una segunda declaración en primera persona diciendo: «Reconozco los desafíos que han experimentado como resultado de un intenso escrutinio en los últimos dos años y apoyo su deseo de una vida más independiente»; y concluyó: «Es la esperanza de toda mi familia que el acuerdo de hoy les permita comenzar a construir una nueva vida feliz y pacífica».
Si bien la declaración da un plazo de «Primavera 2020» para la finalización del acuerdo, los detalles específicos conocidos fueron: 

### Detalles principales
- La pareja ya no representará a la reina Isabel II. Esto contrastaba con la declaración anterior de la pareja en su sitio web sussexroyal.com de que llevarían a cabo futuros deberes para la Reina;[80]
- Técnicamente retendrán sus títulos de SAR (a diferencia de Diana, princesa de Gales), pero no los usarán, y se llamarán Harry, duque de Sussex, y Meghan, duquesa de Sussex;
- Serán financieramente independientes del contribuyente y del tesoro británico (y pagarán los costos de renovación de 2,4 millones libras esterlinas de Frogmore Cottage);
- El príncipe Harry renunciaría formalmente a todos los nombramientos militares británicos (incluido el Capitán General de los Royal Marines) y ya no representaría oficialmente a la familia real en las ceremonias militares;[78][81][82]

### Otros detalles
- La pareja pasaría la mayor parte de su tiempo en América del Norte. [18] [64]
- Frogmore Cottage continuaría siendo su hogar británico, pero pagarían por él un «alquiler comercial».
- La pareja conservaría sus patrocinios y asociaciones privadas (por ejemplo, Invictus Games), pero no los de la realeza (por ejemplo, Commonwealth Youth Ambassador).[82]
- El príncipe Carlos continuará brindando apoyo financiero a través del Ducado de Cornualles.

### Temas no incluidos
- No hubo comentarios sobre los arreglos sobre el tema seguridad de la pareja, en Reino Unido y en el exterior.
- No quedó claro si se podrían usar la marca «Sussex Royal».

### Otras consecuencias
El 19 de enero de 2020, se informó que el príncipe Carlos proporcionaría a la pareja «apoyo financiero privado» (y no fondos del Ducado de Cornualles), durante un año completo, para dar tiempo a la pareja a establecerse, y abordar los temores sobre el aumento de los costos de su nuevo estilo de vida.

## Vida en Canadá

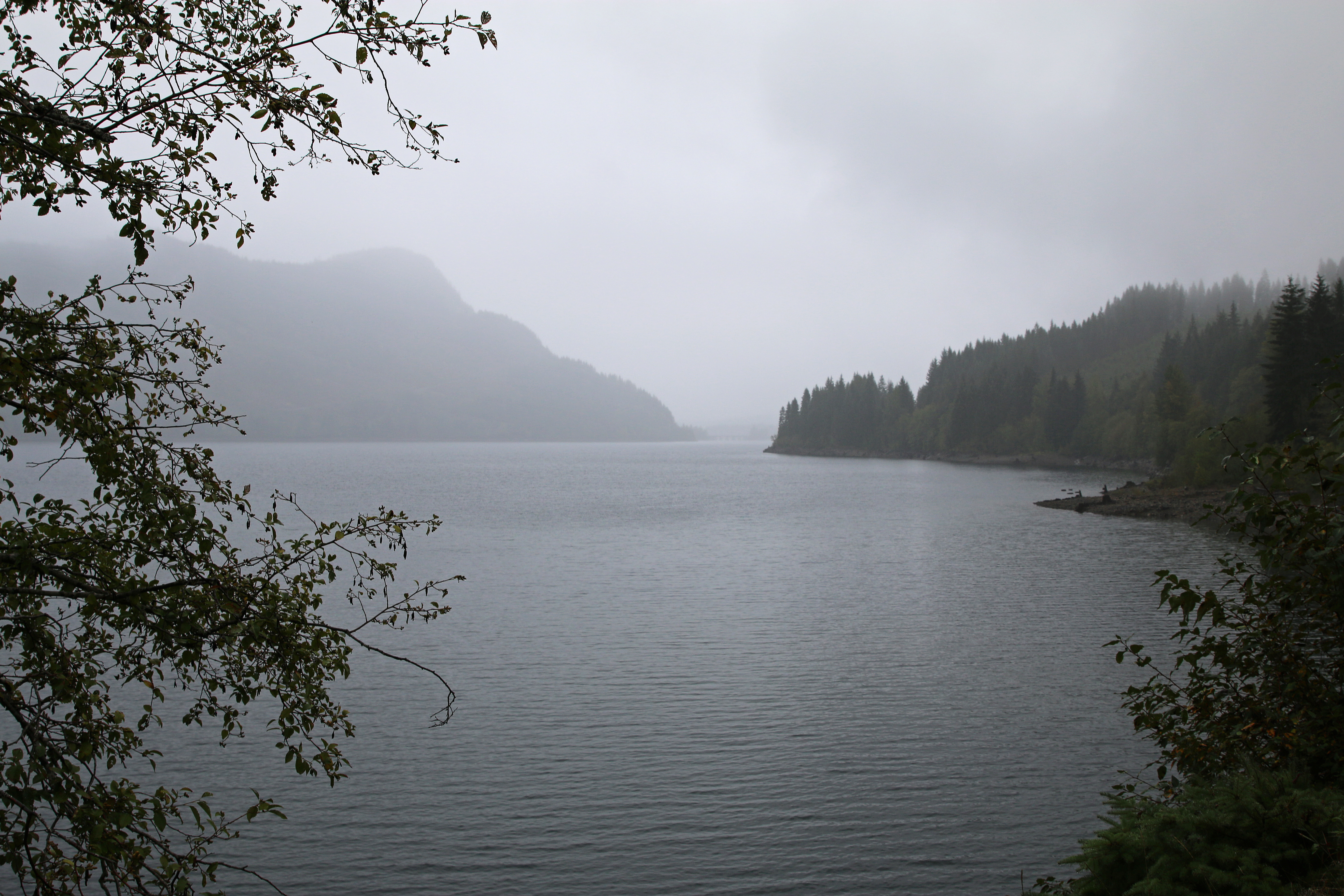
Isla de Vancouver, Canadá

El 14 de enero de 2020 la duquesa de Sussex hizo su primera aparición pública, tras su salida de Londres, en la ciudad Vancouver, Canadá, donde tuvo un encuentro con una organización caritativa que gestiona un refugio nocturno para 500 mujeres, la cual publicó en redes sociales fotografías con Meghan, con la leyenda: «Miren con quién tomamos el té hoy».
Chris Waddell, periodista y profesor de la Escuela de Periodismo y Comunicación de la Universidad de Carleton en Ottawa, declaró que la pareja recibiría menos escrutinio de los medios locales canadienses, que el que actualmente reciben en el Reino Unido, y que sería más costoso para los tabloides británicos seguirles en Canadá. Una encuesta de opinión realizada por Postmedia Network, ha sugerido que el 61 por ciento de los canadienses quiere que el príncipe Harry se convierta en Gobernador general de Canadá.
Pero, según una encuesta publicada por el Angus Reid Institute el 15 de enero de 2020, una abrumadora mayoría de canadienses (el 73%) rechaza responsabilizarse por los gastos que demande la estancia de Meghan y Harry en Canadá, un 19% de canadienses dijo que estaría dispuesto a pagar sólo algunos gastos. Únicamente el 3% manifestó que Canadá debe pagar el mantenimiento de los duques de Sussex y su hijo Archie.
En una entrevista de la radio pública estadounidense NPR, al periodista Evan Dyer de la radio pública canadiense CBC, este afirmó que Canadá, a diferencia de Australia y Nueva Zelanda, no tiene un papel constitucional para la monarquía británica, y que un 70% de la población de Canadá no siente apego por Gran Bretaña. También señaló que, a los efectos prácticos, los duques de Sussex tendrían que tramitar una visa de residencia como cualquier otra persona en Canadá, aunque Meghan tiene ventajas por ser de un país del NAFTA, haber vivido, trabajado, pagado impuestos en el país y tener un título universitario, lo cual no es el caso de Harry.
El 21 de enero de 2020 se informó que el príncipe Harry arribó de Londres a la ciudad de Vancouver en un vuelo comercial, y allí abordó un vuelo regional al Aeropuerto de Victoria, para reencontrarse con su esposa Meghan y su hijo Archie, quienes estarían viviendo en el área del Parque Horth Hill, donde ocuparían una lujosa vivienda. El periódico The Canadian Press confirmó que en una mansión al norte de Victoria, la capital de la Columbia Británica, estarían residiendo Harry, Meghan y su hijo Archie. En una conferencia de prensa el mismo 21 de enero de 2020 en Winnipeg, el primer ministro canadiense, Justin Trudeau, nuevamente se negó a decir quién asumiría los costos de la seguridad requerida para custodiar a los duques de Sussex.

## Libro
En mayo de 2020, dos meses después de la salida de la pareja, HarperCollins anunció la publicación de Finding Freedom: Harry, Meghan and the Making of a Modern Royal Family (en español: Encontrando la libertad: Harry, Meghan y cómo se forma una familia real moderna), una biografía del duque y la duquesa, escrita por los reporteros reales Carolyn Durand y Omid Scobie. Los medios de comunicación informaron que los duques habían concedido una entrevista a los autores del libro antes de su partida, lo que fue negado por los representantes de la pareja.
The Times y The Sunday Times en las semanas previas a su lanzamiento publicaron extractos del libro. Finding Freedom fue publicado el 11 de agosto de 2020. En los meses posteriores el libro encabezó las listas de bestsellers en el Reino Unido y los Estados Unidos. Finding Freedom recibió críticas cruzadas, así The New York Times escribió que, si bien el libro hizo «más fácil entender por qué la pareja sintió la necesidad de alejarse» al exponer cómo operaba en los hechos la política de medios y la competitiva burocracia dentro de la familia real británica, se dedicó «demasiado espacio» al esfuerzo de brindar muchos detalles destinados a desvirtuar ciertas versiones. El libro hizo públicos detalles íntimos tales como «los mensajes de texto del duque y la duquesa de Sussex», una descripción de la sala de estar privada de la reina en el Palacio de Buckingham, así como detalles de los conflictos en la relación de la pareja con el duque y la duquesa de Cambridge. Finding Freedom también fue criticado por su fecha de lanzamiento, The Guardian afirma que «no es culpa de Harry y Meghan que su libro haya salido en medio de una pandemia mundial, pero sí subraya su sordera de tono ocasional en la segunda mitad del libro».
Después de la publicación del libro, un portavoz reiteró que la pareja «no fue entrevistada y no contribuyó a Finding Freedom». En noviembre de 2020, el equipo legal de Meghan admitió que había permitido que un amigo cercano se comunicara con Durand y Scobie, «para que la verdadera posición (...) pudiera transmitirse a los autores para evitar más tergiversaciones», lo que confirmó la participación de la duquesa en el libro.